# Marktgraitz
Marktgraitz – gmina targowa w Niemczech, w kraju związkowym Bawaria, w rejencji Górna Frankonia, w regionie Oberfranken-West, w powiecie Lichtenfels, wchodzi w skład wspólnoty administracyjnej Redwitz an der Rodach. Leży pomiędzy Szwajcarią Frankońską i Lasem Frankońskim, około 10 km na północny wschód od Lichtenfels, w widłach rzek Steinach i Rodach, przy drodze B173 i linii kolejowej Norymberga – Jena - Lipsk.
Pierwsze wzmianki o miejscowości pojawiły się w 1071.

## Polityka
Wójtem jest Jochen Partheymüller. Rada gminy składa się z 13 członków:
|      | CSU | SPD | Blok Obywatelski | Razem     |
| 2002 | 4   | 1   | 8                | 13 miejsc |